# Microtus longicaudus
Campagnol à longue queue
Espèce
Synonymes
- Phenacomys longicaudus Merriam, 1888[1]

Répartition géographique
Statut de conservation UICN

 LC  : Préoccupation mineure
Microtus longicaudus, communément appelé Campagnol à longue queue, est une espèce de rongeurs de la famille des Cricetidés.